# NA-4251
La  NA-4251  es una carretera local perteneciente a la Red de Carreteras de Navarra que se inicia en PK 12,71 de PA-30 (Glorieta) y termina en Azoz. Tiene una longitud de 1,19 kilómetros.